# Смолигов
Смолигов (укр. Смолигів) — село в Торчинской поселковой общине Луцкого района Волынской области Украины.
Код КОАТУУ — 0722886201. Население по переписи 2001 года составляет 496 человек. Почтовый индекс — 45614. Телефонный код — 332. Занимает площадь 1,418 км².